# Dillener Straße

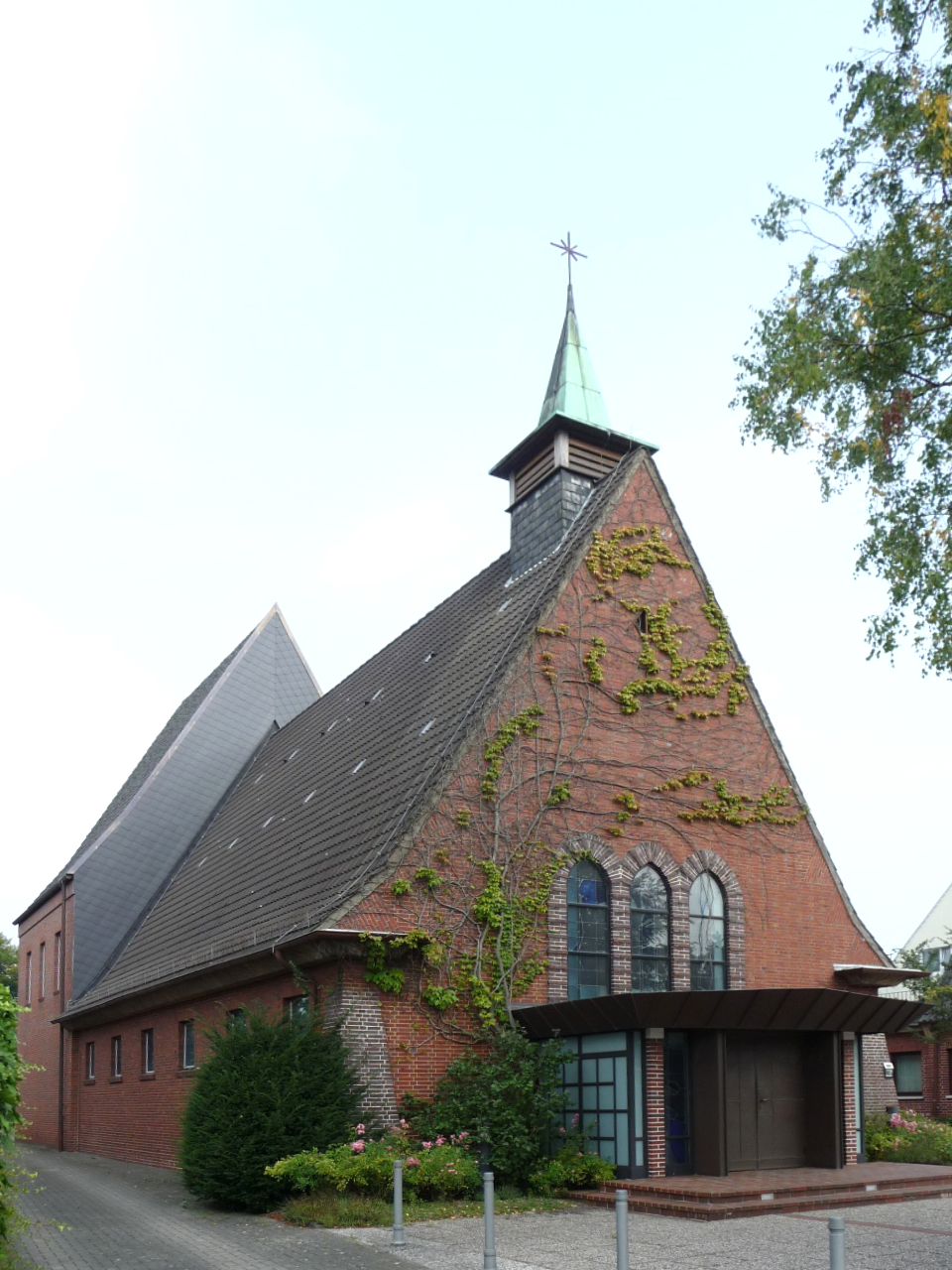
Nr. 112: ehem. Christ-König-Kirche

Die Dillener Straße in Bremen, Stadtteil Blumenthal, Ortsteil Rönnebeck führt in Ost-West-Richtung von der Rönnebecker Straße bis zur Farger Straße Richtung Farge, Rekum und Schwanewede in Niedersachsen.
Die Querstraßen und Anschlussstraßen wurden benannt u. a. als Rönnebecker Straße nach dem Ortsteil; Hinrich-Dewers-Straße nach dem Lehrer (1855–1936); Wietingsgang nach einer ansässigen Familie; Takelbasweg als niederdeutscher Begriff für den für die Takelage eines Segelschiffs zuständigen Takelmeister; Buschdeel nach einer Flurbezeichnung; unbenannter Weg; Hanfstraße nach dem Material für Schiffstauwerk; unbenannter Weg; Am Weserhang nach der örtlichen Lage; unbenannter Weg; Farger Straße nach dem Ortsteil.

## Geschichte

### Name
Die Straße wurde Mitte des 19. Jahrhunderts benannt nach dem Ortsteil Neu Rönnebeck, der früher Dillen hieß. Auf den Dillen wurde 1586 erwähnt.

### Entwicklung
Mitte der 1960er Jahre und um 1987 erfolgte der Ausbau als Auto- und Durchgangsstraße.

### Verkehr
Ab 1961 wurde die Straße zur Bundesstraße 74 gewidmet, die zuvor nach Stade und ab 1961 nach Berne führte. Mit der Eröffnung der Ortsumgehung Farge im Jahr 2009 wurde die Straße wieder herabgestuft.
Im Nahverkehr in Bremen durchfahren die Buslinien 90 und 90E (Gröpelingen ↔ Neuenkirchen), 91 und 92 (Gröpelingen ↔ Rönnebeck) die Straße (Haltestellen Blumenthaler Marktplatz, Donaufleet, Fähre Blumenthal).

## Gebäude und Anlagen
An der Straße stehen zumeist ein- und zweigeschossige Wohnhäuser:
- Hinrich-Dewers-Straße Nr. 2: 3-gesch. Wohn- und Geschäftshaus mit Sparkasse Bremen und Apotheke
- Nr. 25: 2-gesch. größere Wohnhausanlage Am Dillener Park der Gewosie von 1994 für Senioren nach Plänen von Wilfried Turk[2]
- Nr. 53a: 1-gesch. Sommerhaus Dr. med. G. Runge von 1939 nach Plänen von Eberhard Gildemeister
- Nr. 69–71: 2- und 5-gesch. Gebäude des Stiftungsdorfs Rönnebeck der Bremer Heimstiftung
- Nr. 96: Hier stand von 1925 bis 1962 das Kino Rö-Li (Rönnebecker Lichtspiele) mit 356 Plätzen; heute Gemeindezentrum Arche der Pfingstgemeinde
- Nr. 112: Katholische Christ-König-Kirche von 1930 mit Pfarrhaus von 1952 und Erweiterung des Kirchengebäudes von 1971; seit Juni 2019 profaniert

## Weitere Bremer Straßen
siehe Bremer Straßen